# Cavaria con Premezzo
Cavaria con Premezzo es un municipio de 4.787 habitantes de la provincia de Varese.

## Historia
Acerca del origen exacto de Premezzo, por el momento no se sabe nada, se cree, sin embargo, que el núcleo de población puede ser de origen romano, aunque la advocación de la iglesia parroquial a San Antonino, un militar, hace pensar en una posible fundación de ese lugar de culto más tarde, durante la época longobarda.
Cavaria se fundó como monasterio benedictino y de eso deriva el nombre: en efecto, Cavaria es una deformación del nombre original La Calvaria.

## Evolución demográfica
| Gráfica de evolución demográfica de Cavaria con Premezzo entre 1861 y 2001 |
|                                                                            |
| Fuente ISTAT - elaboración gráfica de Wikipedia                            |

## Iglesias y capillas
- Iglesia parroquial de Cavaria consagrada a los Santos Quirico y Julita mártires: construida a partir del 16 de agosto de 1813 en las proximidades de la precedente antigua capilla del Monasterio benedictino femenino homónimo.
- Oratorio de san Roque, muy cerca de la Iglesia parroquial de Cavaria, construido a partir de los años 1770, anteriormente en el mismo lugar había un altar dedicado al mismo santo.
- Iglesia parroquial de Premezzo consagrada a San Antonino mártir: de origen medieval ha habido en ella trabajos de ampliación en la primera mitad del siglo XX.
- Iglesia de San Luis Gonzaga en Premezzo basso
- Capilla del oratorio de Cavaria
- Capilla del cementerio con vidriera de Marco Foderati.

## Personajes conocidos
Mia Martini está enterrada en el cementerio de Cavaria con Premezzo

## Acontecimientos notables
- Feria de San Martín el segundo domingo de noviembre
- Concierto de San Ambrosio el 7 de diciembre
- Concierto de Santa Lucía el 13 de diciembre

- Datos: Q40943
- Multimedia: Cavaria con Premezzo / Q40943

1. ↑  Worldpostalcodes.org, código postal n.º 21044.
2. ↑  «Codici Catastali». Comuni-italiani.it (en italiano). Consultado el 29 de abril de 2017.